# Paul A. Rothchild
Paul Allen Rothchild (18 de abril de 1935 - 30 de marzo de 1995), fue un productor estadounidense de finales de los años 60 y 70. Empezó su carrera en la escena folk en Boston, produciendo discos de artistas folk locales. En 1963 se volvió un importante productor de Elektra Records, y trabajó con ingenieros de renombre, como Bruce Botnick, John Haeny y Fritz Richmond.
Rotchild es más conocido por su trabajo con The Doors, produciendo todos sus discos, excepto el último LP con Jim Morrison, L.A. Woman, cuando tuvo un pequeño conflicto con el grupo debido a la dirección musical del álbum. También ha producido para Tom Paxton, Fred Neil, Tom Rush, The Paul Butterfield Blues Band, The Lovin' Spoonful, Tim Buckley, Love, Clear Light, Rhinoceros y Janis Joplin.
En los años 70, produjo el álbum debut de The Outlaws para Arista Records, así como produciendo para Bonnie Raitt y la banda sonora para la película The Rose de Bette Midler, la cual estaba libremente basada en la vida de Janis Joplin. También produjo la banda sonora de la película The Doors de Oliver Stone.
Murió en 1995 de un cáncer de pulmón a la edad de 59 años.
- Datos: Q464178